# Adrift (Lost)
 For alternative betydninger, se Adrift. (Se også artikler, som begynder med Adrift)
"Adrift" (da. titel Overladt til sig selv) er det 26. afsnit af tv-serien Lost. Episoden blev instrueret af Stephen Williams og skrevet af Steven Maeda & Leonard Dick. Det blev første gang udsendt 28. september 2005, og karakteren Michael Dawson vises i afsnittets flashbacks.

## Handling
Sawyer og Michael er fanget midt ude på havet på det der er tilbage af tømmerflåden med intet spor af Walt og Jin. Claire konfronterer Charlie med nogle af hans ting. Locke og Kate møder manden i lugen og opdager tallenes betydning. Tilbage på havet, Michael og Sawyer diskutere deres forskelligheder indtil de når øen, hvor der venter flere problemer.

## Bipersoner
- Calloway – Jeanetta Arnette
- Susan Lloyd – Tamara Taylor